# Indokinesisk lärka
Indokinesisk lärka (Plocealauda erythrocephala) är en fågel i familjen lärkor inom ordningen tättingar.

## Utseende och läte
Indokinesisk lärka är en kortstjärtad lärka med brunstreckad rygg och svartstreckat bröst. Den liknar flera andra lärkarter, men den korta stjärten urskiljer den. Olikt sånglärkan sitter den också i träd och buskar. Sången består av en serie klara gräshoppsliknande drillar. Bland lätena hörs liknande ljud, men även visslingar.

## Utbredning och systematik
Fågeln förekommer i södra Myanmar, Thailand, Kambodja, Laos och södra Vietnam. Den behandlas som monotypisk, det vill säga att den inte delas in i några underarter.

### Släktskap och släktestillhörighet
Indokinesisk lärka placerades tidigare i släktet Mirafra, men genetiska studier från 2023 visar att det kan delas upp i fyra klader som är förhållandevis gamla, äldre än flera andra släkten i familjen. Författarna rekommenderar därför att Mirafra delas upp i flera släkten, där bengallärka med släktingar lyfts ut till nybeskrivna Plocealauda. Indokinesisk lärka är systerart till en klad där arterna bengallärka, indisk lärka och gräshoppslärka ingår.

## Status
Arten har ett rätt stort utbredningsområde och beståndet anses stabilt. Internationella naturvårdsunionen IUCN listar den därför som livskraftig (LC).